# Teme Sejko
Teme Sejko (ur. 25 sierpnia 1922 w Konispolu k. Sarandy, zm. 31 maja 1961) – kontradmirał, dowódca Marynarki Wojennej Albanii w latach 1958–1960.

## Życiorys
Pochodził z zamożnej rodziny Czamów, mieszkających od pokoleń w Grecji. Był jednym z pięciorga dzieci Mehmeta Sejko, który posiadał dobra ziemskie w rejonie Filiates i Shyqëranie z d. Taka. W 1920 rodzina Sejko uciekła z Grecji i osiedliła się w Konispolu. Teme Sejko ukończył szkołę powszechną w Konispolu, a w latach 1939-1942 uczęszczał do gimnazjów w Szkodrze i w Tiranie. W gimnazjum w Tiranie związał się z ruchem komunistycznym, w 1943 wstąpił do Komunistycznej Partii Albanii.
Od grudnia 1942 współtworzył oddział partyzancki „Czamuria”. 3 kwietnia 1943 został aresztowany przez włoskie władze okupacyjne, ale wkrótce wypuszczony z braku dowodów. W listopadzie 1943 został ciężko ranny w bitwie, w rejonie Symize k. Mallakastry. W 1944 szybko awansował w hierarchii partyzanckiej - we wrześniu 1944 został komisarzem politycznym jednego z batalionów, a 10 października zastępcą komisarza 18 Brygady Szturmowej. W składzie 18 Brygady wziął udział w bitwie o Tiranę, w listopadzie 1944. 25 grudnia 1944 w stopniu majora został mianowany szefem sekcji kontrwywiadu Wydziału Obrony Ludu (późniejsze Sigurimi). 
W maju 1945 wyjechał na studia w Akademii Wojskowej Frunzego w Moskwie, które ukończył z wyróżnieniem. 5 września 1949 w stopniu podpułkownika objął stanowisko szefa wydziału wywiadu w Ministerstwie Obrony. W grudniu 1955 został ponownie wysłany do Moskwy, aby tam kontynuować studia w Akademii Sztabu Generalnego im. K. Woroszyłowa. Ukończył studia w 1957 i powrócił do kraju.
17 stycznia 1958 objął stanowisko dowódcy Marynarki Wojennej Albanii, zaś w lipcu 1959 otrzymał awans na stopień kontradmirała. 28 lipca 1960 został aresztowany w budynku ministerstwa obrony. Uznany przez Sigurimi za agenta greckiego został pozbawiony stanowiska i zdegradowany. W toku śledztwa sugerowano, że do działalności szpiegowskiej na rzecz Jugosławii miał skłonić go brat, Taho, obaj też mieli prowadzić przygotowania do wojskowego zamachu stanu i współpracować w tym czasie z przebywającym w Jugosławii Panajotem Plaku. Przed sądem stanęło 65 osób, w większości wywodzących się z Czamów. Sejko przyznał się do winy na procesie, licząc na łagodniejszy wymiar kary. Po kilkumiesięcznym procesie wyrok ogłoszono 30 maja 1961. Trzynastu oskarżonych, w tym Teme Sejko zostało skazanych na karę śmierci przez rozstrzelanie. Wyrok wykonano następnego dnia.
Teme Sejko był żonaty (żona Shpresa), miał trzech synów (Rajmond, Sulo, Sokol). Skazany na karę śmierci i rozstrzelany został jego starszy brat Taho oraz syn Sokol. Samobójstwo popełnił młodszy brat Sulo, a także żona T. Sejko - Shpresa.